# テヴィン・ファーマー
テヴィン・ファーマー（Tevin Farmer、1990年7月30日 - ）は、アメリカ合衆国のプロボクサー。ペンシルベニア州フィラデルフィア出身。元IBF世界スーパーフェザー級王者。

## 来歴

### スーパーフェザー級
2016年3月30日、ニューヨークのBB・キング・ブルース・クラブ・アンド・グリルで元WBC世界スーパーフェザー級王者ガマリエル・ディアスとNABF北米スーパーフェザー級王座決定戦を行い、10回3-0（97-90×2、95-92）の判定勝ちを収め王座を獲得した。
2017年12月9日、マンダレイ・ベイ・イベント・センターでIBF世界スーパーフェザー級4位尾川堅一とIBF世界スーパーフェザー級王座決定戦を行い、12回1-2（112-116、113-115、116-112）の判定負けを喫した。しかし2018年1月19日、ネバダ州アスレチック・コミッションの定例会議で、ファーマー戦試合4日前の2017年12月5日に実施された抜き打ちのドーピング検査で、尾川の尿サンプルから禁止薬物のアンドロスタネディオル（合成テストステロン）がAサンプル、Bサンプル共に陽性反応を示していたことが明らかにされた。2018年4月18日、試合結果がファーマーの敗戦から“無効試合”へ変更された。
2018年8月3日、シドニーのテクノロジー・パークで元IBF世界フェザー級王者のビリー・ディブとIBF世界スーパーフェザー級王座決定戦を行い、12回3-0（119-108、120-107、118-109）の判定勝ちを収め王座を獲得した。
2018年8月23日、ディベイラ・エンターテイメントと共同プロモートの形でエディー・ハーン率いるマッチルーム・スポーツ・USAと契約した。
2018年10月20日、ボストンのTDガーデンでIBF世界スーパーフェザー級6位のジェームス・テニーソンとIBF世界同級タイトルマッチを行い、5回1分44秒KO勝ちを収め初防衛に成功した。
2018年12月15日、マディソン・スクエア・ガーデンでIBF世界スーパーフェザー級13位のフランシスコ・フォンセカとIBF世界同級タイトルマッチを行い、12回3-0（117-111×3）の判定勝ちを収め2度目の防衛に成功した。
2019年3月15日、フィラデルフィアのリアコーラス・センターでIBF世界スーパーフェザー級4位のジョノ・キャロルとIBF世界同級タイトルマッチを行い、12回3-0（117-111×2、117-110）の判定勝ちを収め3度目の防衛に成功した。
2019年7月27日、テキサス州アーリントンのテキサス大学アーリントン校内カレッジ・パーク・センターでIBF世界スーパーフェザー級3位のギヨーム・フレノワとIBF世界同級タイトルマッチを行い、12回3-0（116-111×2、119-108）の判定勝ちを収め4度目の防衛に成功した。
2020年1月30日、マイアミのメリディアン・アット・アイアンド・ガーデンズでIBF世界スーパーフェザー級11位ジョセフ・ディアスとIBF世界同級タイトルマッチを行うも、12回0-3（112-116、113-115×2）の判定負けを喫し5度目の防衛に失敗、王座から陥落した。

### ライト級
2022年8月12日、プレスコットバレーのフィンドレイ・トヨタ・センターで行われる興行のメインイベントでミッキー・ベイとの対戦が組まれ、興行が始まり前座の試合も開始されていた中、ファーマーはベイと共にファイトマネーの未払いを理由に試合出場をキャンセルした。
2024年7月13日、ラスベガスのパームス内パーム・シアターでNABF北米ライト級王者レイモンド・ムラタラとNABF北米同級タイトルマッチ及びNABO北米同級王座決定戦を行い、10回0-3（92-97、93-96、94-95）の判定負けを喫し両王座を獲得出来なかった。
2024年11月16日、リヤドのザ・ヴェニューで開催されたリヤド・シーズン「ラティーノ・ナイト」で、WBC世界ライト級1位のウィリアム・セペダとWBC暫定・世界同級王座決定戦を世界戦にもかかわらず異例中の異例となる10回戦で行い、4回にダウンを奪うも10回1-2（94-95×2、95-94）の僅差の判定負けを喫し王座獲得及び暫定での2階級制覇に失敗した。
2025年3月29日、カンクンのポリフォルム・ベニト・フアレスでWBC世界ライト級暫定王者のウィリアム・セペダとWBC暫定・世界同級タイトルマッチのダイレクトリマッチを行い、12回0-2（114-114、116-112、115-113）の判定負けを喫し王座獲得に失敗した。

## 人物
- 生まれつきトゥレット症候群を患っている[28]。
- 大叔父のジョー・ガンズ（英語版）は、アフリカ系アメリカ人史上初のボクシング世界王者である。

## 獲得タイトル
- WBO世界スーパーフェザー級ユース王座
- NABF北米スーパーフェザー級王座
- IBF世界スーパーフェザー級王座（防衛4）